# Загальноосвітня школа №25 (Кам'янське)
Ліцей № 25 міста Кам'янського — комунальний заклад Кам'янської міської ради, загальноосвітня школа І—ІІІ ступенів.

## Історія
Середня загальноосвітня школа № 25 - це перша школа, яка була побудована за часів незалежності України у Дніпродзержинську і була відкрита у 1993 році. Розрахована на одночасне навчання понад 1000 учнів. Має незвичайну форму споруди  і складається з чотирьох об'єднаних між собою корпусів. Архітектурний ансамбль будівлі формує затишний внутрішній дворик з широким, обрамленим клумбами, майданчиком для урочистостей.
Незвичайна форма споруди обумовлена тим, що спочатку навчальний заклад задумувався як школа мистецтв та ужиткових ремесел. Крім звичайних шкільних предметів, в школі мистецтв викладалися драматичне мистецтво, літературна освіта, риторика, історія науки та культури. Однак під час економічної кризи 1995—1996 років школа перейшла в статус звичайного загальноосвітнього закладу.
Директори школи:
- Курниш Раїса Федорівна 1993—1996
- Микитась Іван Федорович 1996—2003
- Коваленко Тетяна Олександрівна 2009—2011
- Онищенко Тетяна Яківна 2003—2009; 2011—2016
- Яковенко Тетяна Василівна 2016—2018
- Бесєдіна Ірина Євгеніївна 2019

## Школа сьогодні

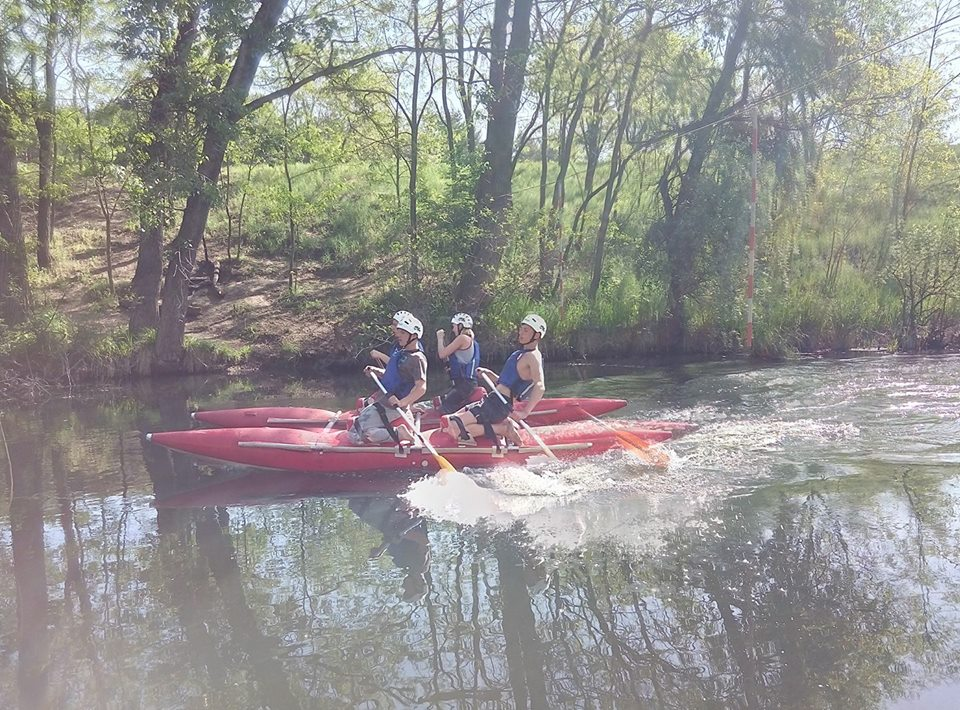
Всеукраїнська дитячо-юнацька військово-патріотична гра «Сокіл» («Джура»). Міський етап-2018. Команда школи сплавляється на катамарані

З 1 класу працюють класи за програмою «Інтелект України»

### Дипломи і нагороди
- Срібна медаль і почесний диплом 3-ї міжнародної виставки «Сучасні заклади освіти — 2012»
- Почесний диплом 4-ї міжнародної виставки «Сучасні заклади освіти — 2013»
- Почесний диплом 5-ї міжнародної виставки «Сучасні заклади освіти — 2014»
- Переможець Всеукраїнського конкурсу «Школа XXI століття» в номінації «Кола громадянського становлення» (2014)
- Переможець конкурсу інноваційних розробок і досягнень установ і закладів освіти Дніпропетровської області у рамках виставки-презентації «Педагогічні здобутки освітян Дніпропетровщини — 2015» у номінації «Створення інноваційного освітнього простору навчального закладу» (2015)

## Музей Олеся Гончара
Літературний музей Олеся Гончара відкритий в школі 19 жовтня 2007 року за ініціативи адміністрації, учнівського та батьківського колективів. Керівник шкільного музею — Маляренко С. О.
Літературно-меморіальний музей присвячений життю та діяльності видатного письменника, літературного критика, громадського діяча Олеся Терентійовича Гончара. Експозиція складається з тематичних розділів «Дитинство», «Харківський період», «Велика Вітчизняна війна», «Дніпропетровщина в долі Олеся Гончара», «Собор», «О. Гончар — депутат Верховної Ради, голова Спілки письменників України», «Олесь Гончар — людина», «Бібліотека музею», «Історія створення музею Олеся Гончара», «Літературна Дніпропетровщина».
У створенні музею велику допомогу надала дружина письменника Валентина Гончар, його сестра Олександра Сова, племінниця О. Гончара Віра Сесь, онука Леся Гончар, які передали музею унікальні експонати: особисті речі, рукописи, фотоматеріали. Відновлено епізоди роботи митця над романом «Собор», пов'язані з відвідинами ним Дніпровського металургійного комбінату. Встановлено тісний зв'язок з літературно-меморіальним музеєм-садибою Олеся Гончара, обласним архівом, Національного гірничого університету.
У музеї проходять урочисті посвяти в «Барвінчата», прийом до дитячої громадської організації «Козаченьки», зустрічі з цікавими людьми, перші уроки першокласників та останні уроки одинадцятикласників, виставки учнівських робіт, присвячених творчості видатного земляка, тематичні тижні, семінари, учнівські конференції, захист творчих робіт наукового товариства «Творча феєрія».

## Євроклуб «Планета»

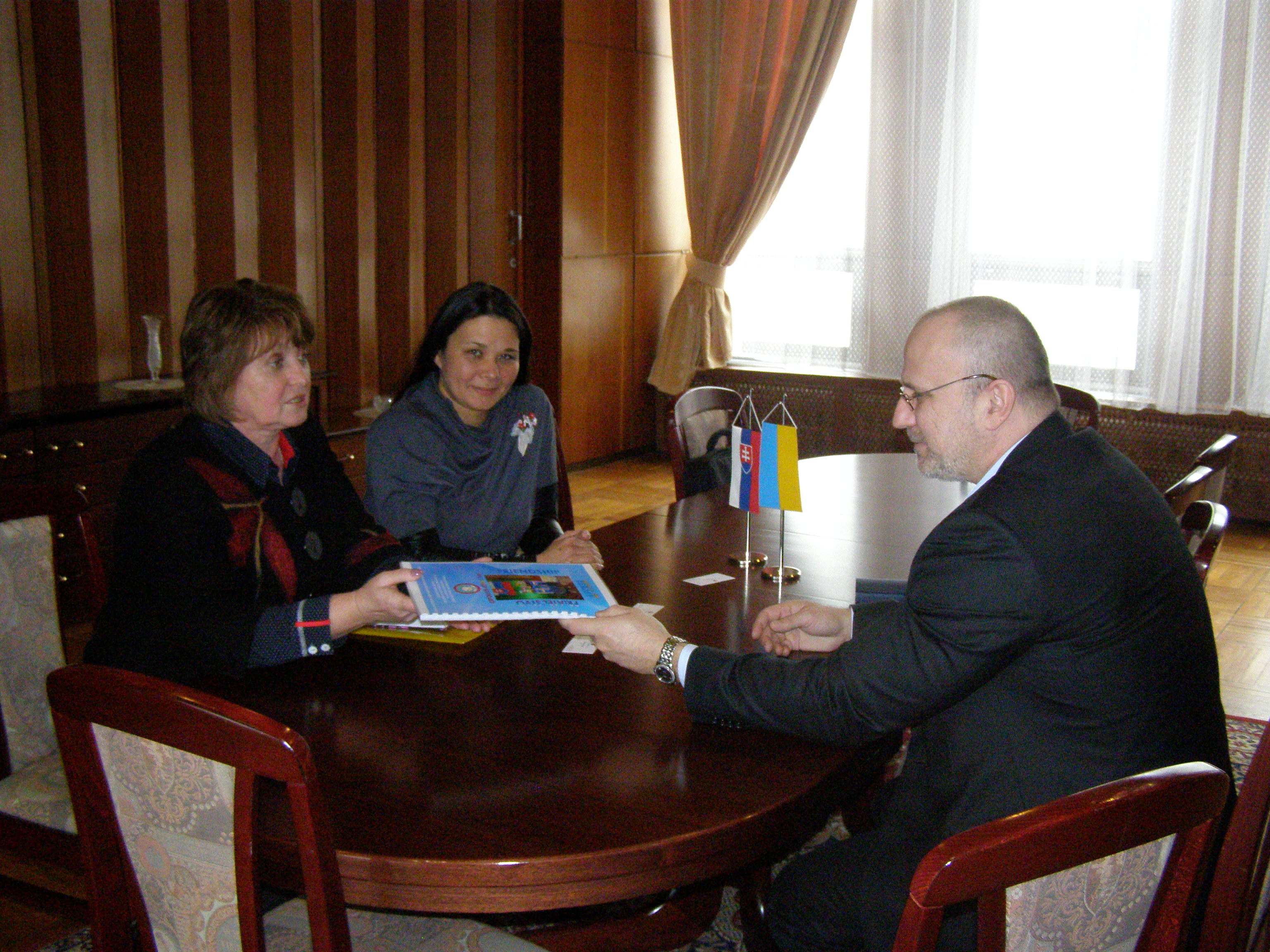
Зустріч директора СЗШ № 25 Онищенко Т. Я. (ліворуч) з Радником посольства Словацької Республіки в Україні Романом Жатко

15 грудня 2010 року в 25-й школі відкрився європейський клуб «Планета». Шкільний євроклуб — це форма співпраці вчителів і учнів, спрямована на поглиблення знань школярів про Європу, європейську інтеграцію, історію, географію, культуру, мистецтво, науку європейських країн, залучення до участі в європейських ініціативах та виховання лідерських якостей у молоді. У 2011 році євроклуб «Планета» став одним з двадцяти восьми членів спілки євроклубів Дніпродзержинська. На Днях Європи школа представляє Словаччину. Євроклуб регулярно займає призові місця на міських заходах співпраця в рамках Мережі Євроклубів.
30 січня 2017 року школа приймала учасників Вікімарафону 2017.